# سیدآباد (آزادشهر)
سید آباد، روستایی است از توابع بخش مرکزی شهرستان آزادشهر در استان گلستان ایران‌ سید آباد یک سد دارد که ساخته شده از دوره حکومت پهلوی است که بسیار زیبا و چشم انداز زیبایی دارد .

## جمعیت
این روستا در دهستان خرمارود شمالی قرار دارد و براساس سرشماری مرکز آمار ایران در سال ۱۳۸۵، جمعیت آن ۱۵۰۱ نفر (۳۵۶خانوار) بوده‌است.